# Сенчури-Вилидж (Флорида)
Сенчури-Вилидж (англ. Century Village) — статистически обособленная местность, расположенная в округе Палм-Бич (штат Флорида, США) с населением в 7616 человек по статистическим данным переписи 2000 года.

## География
По данным Бюро переписи населения США статистически обособленная местность Сенчури-Вилидж имеет общую площадь в 2,85 квадратных километров, из которых 2,59 кв. километров занимает земля и 0,26 кв. километров — вода. Площадь водных ресурсов округа составляет 9,12 % от всей его площади.
Статистически обособленная местность Сенчури-Вилидж расположена на высоте 5 м над уровнем моря.

## Демография
По данным переписи населения 2000 года в Сенчури-Вилидж проживало 7616 человек, 1777 семей, насчитывалось 5536 домашних хозяйств и 8754 жилых дома. Средняя плотность населения составляла около 2672,28 человек на один квадратный километр. Расовый состав населённого пункта распределился следующим образом: 98,41 % белых, 0,43 % — чёрных или афроамериканцев, 0,03 % — коренных американцев, 0,42 % — азиатов, 0,08 % — выходцев с тихоокеанских островов, 0,53 % — представителей смешанных рас, 0,11 % — других народностей. Испаноговорящие составили 2,99 % от всех жителей статистически обособленной местности.
Из 5536 домашних хозяйств в 0,1 % воспитывали детей в возрасте до 18 лет, 29,0 % представляли собой совместно проживающие супружеские пары, в 2,4 % семей женщины проживали без мужей, 67,9 % не имели семей. 65,2 % от общего числа семей на момент переписи жили самостоятельно, при этом 57,4 % составили одинокие пожилые люди в возрасте 65 лет и старше. Средний размер домашнего хозяйства составил 1,38 человек, а средний размер семьи — 2,07 человек.
Население статистически обособленной местности по возрастному диапазону по данным переписи 2000 года распределилось следующим образом: 0,3 % — жители младше 18 лет, 0,3 % — между 18 и 24 годами, 1,9 % — от 25 до 44 лет, 12,9 % — от 45 до 64 лет и 84,6 % — в возрасте 65 лет и старше. Средний возраст жителей составил 78 лет. На каждые 100 женщин в Сенчури-Вилидж приходилось 61,1 мужчин, при этом на каждые сто женщин 18 лет и старше приходилось 61,0 мужчин также старше 18 лет.
Средний доход на одно домашнее хозяйство статистически обособленной местности составил 18 780 долларов США, а средний доход на одну семью — 29 604 доллара. При этом мужчины имели средний доход в 22 557 долларов США в год против 22 292 доллара среднегодового дохода у женщин. Доход на душу населения статистически обособленной местности составил 18 780 долларов в год. 7,2 % от всего числа семей в населённом пункте и 12,3 % от всей численности населения находилось на момент переписи населения за чертой бедности, при этом  из них были моложе 18 лет и 11,6 % — в возрасте 65 лет и старше.